# Adorations
«Adorations» — пісня британського рок-гурту Killing Joke, перший сингл з альбому Brighter Than a Thousand Suns.

## Позиції в чартах
| Чарт (1986)               | Найвища позиція |
| ------------------------- | --------------- |
| New Zealand Singles Chart | 34              |
| UK Singles Chart          | 42              |